# Baykar Bayraktar Kızılelma
Il Bayraktar Kizilelma, già precedentemente noto come Baykar MIUS, è uno  UCAV da combattimento multiruolo stealth, monomotore, fase di sviluppo da parte della turca Baykar Technologies. Destinato al ruolo di combattimento, il Kizilelma sarà in grado di decollare e atterrare su portaerei con piste corte e di svolgere missioni con munizioni trasportate internamente.

## Storia dello sviluppo
I primi studi concettuali di quello che allora era conosciuto come  Bayraktar MIUS (Muharip Insansiz Ucak Sistemi – Unmanned Combat Aircraft System) sono iniziati nel 2013. 
L'annuncio che il progetto fosse in fase avanzata è arrivato il 20 giugno 2021, quando sono stati mostrati diversi rendering che mostravano il MIUS schierato sulla futura porteromobili di concezione turca TCG Anadolu. Si tratto di uno sviluppo inaspettato, poiché secondo quanto riferito dalla stessa Baykar, il proprio lavoro si stava focalizzando sul Bayraktar TB3 come UCAV da schierare a bordo della TCG Anadolu, mentre il MIUS doveva essere solo una seconda opzione.
L'11 novembre 2021 è stato ufficializzato l'accordo con l'azienda ucraina Ivchenko-Progress per la fornitura della turboventola AI-25TLT e l'accordo per la futura integrazione del più potente AI-322F.
A marzo 2022 la Baykar ha rivelato le ultime foto del MIUS sulla catena di montaggio finale. Contestualmente è stato annunciato che il nome del primo aereo da combattimento turco senza pilota fosse Bayraktar Kizilelma, in turco “mela rossa”, che si riferisce a un'espressione della mitologia turca che simboleggia obiettivi, idee o sogni lontani, ma la cui attrazione è tanto maggiore quanto più sono lontani.
Il primo prototipo del Bayraktar Kizilelma, con numero di coda TC-ÖZB, è uscito dalla linea di produzione a maggio 2021, ed è stato trasferito all’AKINCI Flight Training and Test Center di Çorlu, vicino Ankara. Il drone è stato presentato per la prima volta al pubblico durante il Teknofest nel settembre 2022.
Il 17 settembre 2022, c'è stata per la prima volta l'accensione della turboventola Ivchenko-Progress AI-25TLT.
A novembre 2022 ha completato con successo i test di rullaggio e di guida a terra con dispositivi di sicurezza e, successivamente, sono state eseguite le prime corse di prova senza dispositivi di sicurezza.
Dopo i successivi test di rullaggio, il Kizilelma ha completato con successo una corsa sulla pista con un breve decollo.
Il primo volo del Kizilelma è avvenuto il 14 dicembre 2022. Il drone, decollato alle 14:59 locali, è atterrato alle 15:17 dopo 18 minuti di volo.

### Tecnica
Per quanto riguarda il design, il Kizilelma ha una configurazione canard-delta, del tipo visto su altri progetti di aerei da combattimento a ridotta osservabilità radar e IR, come il caccia con equipaggio cinese J-20. L'uso di impennaggi canard è un compromesso tra la bassa osservabilità e la manovrabilità, sebbene alcune misure possano essere prese per limitare il loro impatto sulla firma radar. Le superfici di coda sono costituite da stabilizzatori verticali inclinati.
Caratteristica che contraddistingue il progetto è la capacità del velivolo di poter decollare e atterrare da una nave d'assalto anfibia come la TCG Anadolu, senza bisogno di un sistema di catapulte.

### Propulsione
La propulsione è assicurata da una singola turboventola di concezione ucraina Ivchenko-Progress AI-25TLT da 16,9 kN, che permette al Kizilema di raggiungere la velocità massima di 987 km/h (mach 0,8). Nella sua forma iniziale, lo scarico del motore non presenta caratteristiche proprie di un velivolo stealth, anche se è probabile che queste possano essere migliorate modificandolo.
Nella versione successiva, il Kizilelma-B, l'Al-25TLT sarà sostituito da un Ivchenko-Progress AI-322F con postcombustione, che dovrebbe garantire prestazioni supersoniche.
Anche con il motore senza postcombustione, però, il Kizilelma dovrebbe garantire prestazioni impressionanti per un drone, vista la velocità massima vicina a Mach 1. A luglio 2024, durante un test a terra, Baykar ha eseguito il test del postbruciatore sul terzo prototipo del Kizilelma. Il velivolo, come annunciato in precedenza, dotato del motore con postbruciatore AI-322F, presentava modifiche alla fusoliera e altri miglioramenti del design, che consentono al velivolo di poter volare a velocità supersonica.
Allo studio ci sarebbe anche una variante bimotore, il Kizilelma-C, dotata di due turboventole AI-322F.

### Elettronica
Per quanto concerne l'elettronica, il Kizilelma è equipaggiato con vari sistemi di concezione nazionale: un radar AESA (Active Electronically Scanned Array), un modulo SIGINT, un pod per guerra elettronica e un sistema elettro-ottico in torretta Aelsan CATS (Common Aperture Targeting System) per ricognizione e sorveglianza.

### Armamento
Essendo espressamente progettato per il combattimento, il Kizilelma, per il trasporto degli armamenti, dispone di due attacchi in stiva interna e tre esterni sotto ogni ala. Esso può trasportare una vasta gamma di armamenti, anch'essi di concezione nazionale, sia per le missioni aria-aria, sia per quelle aria-superficie. L'armamento per le missioni aria-aria comprende missili  Gokdogan BVR, Bozdogan, Akdoğan e
Gokhan. Per le missioni aria-superficie, la gamma di armamenti comprende: Mini Smart Munition MAM-L, MAM-C, MAM-T, razzi non guidati Cirit, missili L-UMTAS, Mini Smart Munition Bozok, bombe Mk 81/82/83/84 dotate di sistemi di guida di produzione nazionale, missili da crociera della famiglia SOM e il missile aria-superficie Turbojet, equivalente del missile antinave norvegese Penguin.

## Versioni
Durante il Teknofest 2022, Baykar ha annunciato che ci sarebbero state  almeno tre varianti del Kızılelma, ognuna delle quali con diversa propulsione.
- Kizilelma-A: UCAV stealth monomotore, alimentato dalla turboventola AI-25TLT, capace di raggiungere velocità subsoniche.[6]
- Kizilelma-B: UCAV stealth monomotore, alimentato dalla più potente turboventola AI-322F che permette al velivolo di raggiungere velocità supersonica.[6]
- Kizilelma-C: UCAV stealth bimotore, alimentato da due turboventole AI-322F.[6]

## Utilizzatori
Turchia
- Türk Deniz Kuvvetleri
- Türk Hava Kuvvetleri